# Eduard Bárány
Eduard Bárány (* 9. prosinec 1955, Bratislava) je slovenský právník a bývalý člen Ústavního soudu Slovenské republiky.
V období od 22. ledna 2000 do 22. ledna 2007 byl ústavním místopředsedou Ústavního soudu Slovenské republiky a od 1. října 2006 (po rezignaci Jana Mazáka) až do 22. ledna 2007 byl předsedou Ústavního soudu Slovenské republiky. Dne 8. října 2012 byl prezidentem SR jmenován členem Soudní rady Slovenské republiky.
Několik dní po jeho inauguraci nový prezident Andrej Kiska vyměnil tři členy soudní rady, kteří byli do funkce jmenováni jeho předchůdcem Gašparovičem. Kromě Eduarda Bárányiho šlo o Gabrielu Simonovou a Marii Bujňákovou. Bárány přitom z funkce rezignoval již dříve. Do soudní rady byli jmenováni Ján Klučka, Jozef Vozár a Elena Berthotyová.

## Díla
- 1989 – Štát a spoločnosť
- 1997 – Moc a právo
- 2007 – Pojmy dobrého práva